# يو إف سي ليلة القتال: ألين ضد كريغ
يو إف سي ليلة القتال: ألين ضد كريغ (بالإنجليزية: UFC Fight Night 232)‏ (يُعرف أيضًا باسم يو إف سي ليلة القتال 232) هو حدث لفنون القتال المختلطة نظمته يو إف سي، سيُقام في 18 نوفمبر 2023، على يو إف سي أبيكس في إنتربرايز، نيفادا، الولايات المتحدة.